# Benjamin Waterhouse Hawkins

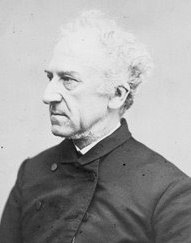
Benjamin Waterhouse Hawkins

Benjamin Waterhouse Hawkins (* 8. Februar 1807; † 27. Januar 1894 in London) war ein englischer Bildhauer, Illustrator und Naturwissenschaftler. Seine Plastiken machten Dinosaurier zum kulturellen Massenphänomen und prägten ihr Bild im 19. Jahrhundert. Er war einer der populärsten Illustratoren für naturhistorische Bücher seiner Zeit.

## Dinosaurier in Sydenham
Auf Initiative von Prinz Albert, dem Gemahl von Königin Victoria, wurde im Park des Crystal Palace der Dinosaur Court angelegt, der die erdgeschichtliche Entwicklung Britanniens anhand typischer Sedimente und lebensgroßer Plastiken ausgestorbener Tiere wie der Dinosaurier illustrierte. Einerseits sollten so die Massen belehrt werden. Andererseits galt es der Weltöffentlichkeit auf eindrucksvolle Weise die große, prähistorische Geschichte Großbritanniens vor Augen zu führen. In Zusammenarbeit mit Richard Owen, dem damals führenden Paläontologen, fertigte Hawkins 33 monumentale Figuren an, die 1854 eingeweiht wurden. Diese älteste plastische Darstellung der Dinosaurier entspricht nicht dem heutigen Stand der Wissenschaft. So ist heute bekannt, dass die Dinosaurier enger mit den Krokodilen und Vögeln verwandt sind als mit den Säugetieren und sich viele Dinosaurier zweibeinig fortbewegten (Bipedie). Die von Hawkins gewählte Darstellung erklärt sich aus dem wissenschaftsgeschichtlichen Zusammenhang. Nach Owens Ansicht (Archetypenlehre) waren die Dinosaurier säugetierähnliche Tiere gewesen und Hawkins war Anhänger der Typenlehre Cuviers. Demnach musste es vom Eidechsentypus große carni- und herbivore Landlebewesen gegeben haben – so wie es sie gegenwärtig vom Säugetiertypus gibt. Darum rekonstruierte Hawkins sie als Großsäuger mit Reptilienschuppen.

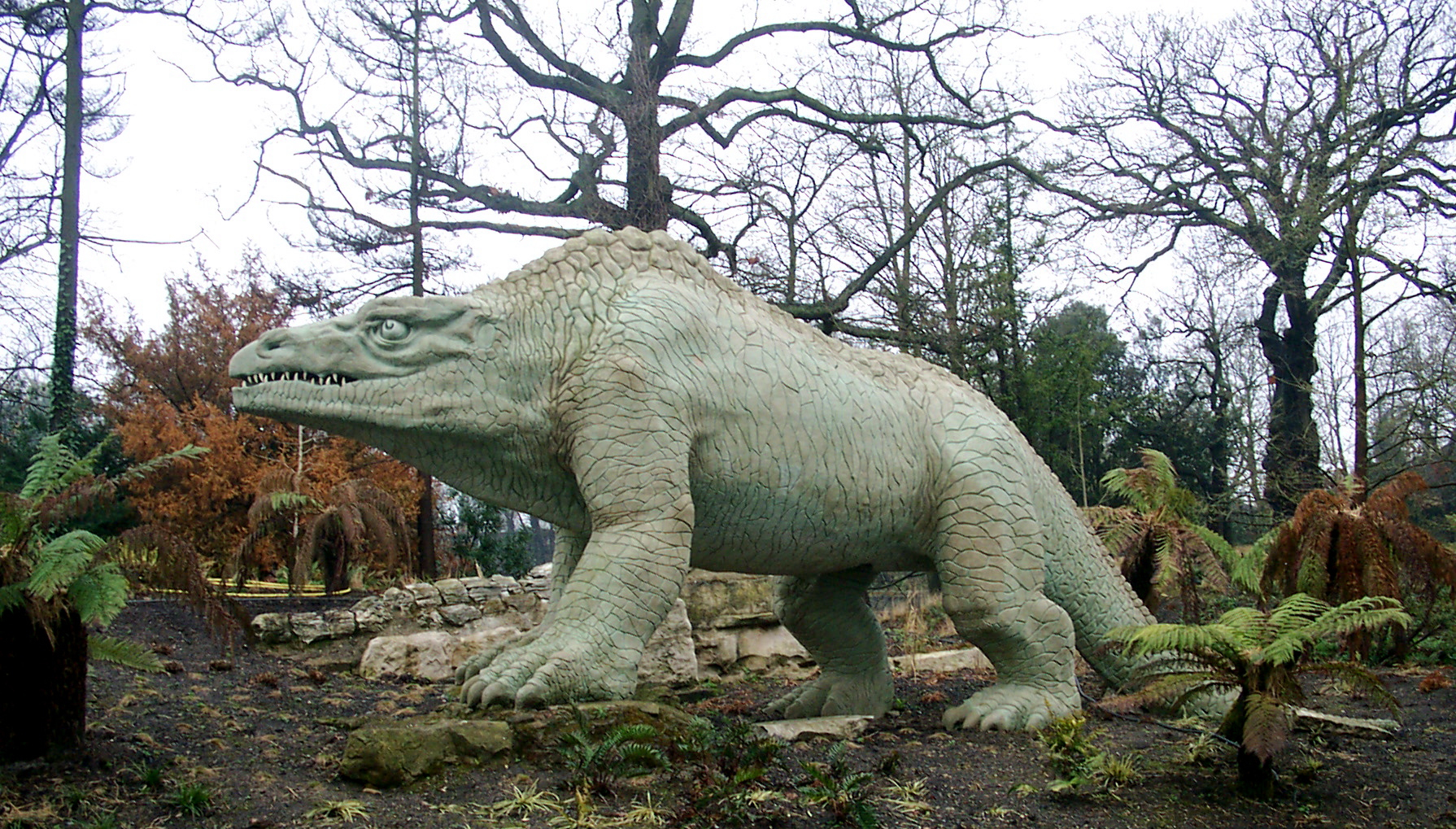
Megalosaurus im Crystal-Palace-Park 2005

Die Saurierdarstellung von Owen und Hawkins wendete sich gegen die frühen Evolutionstheorien und widersetze sich der aufsteigenden Scala Naturae, indem sie eine lange vergangene Epoche des Erdzeitalters mit vermeintlich höher entwickelten Echsenarten besiedelten, als es diese gegenwärtig gibt.

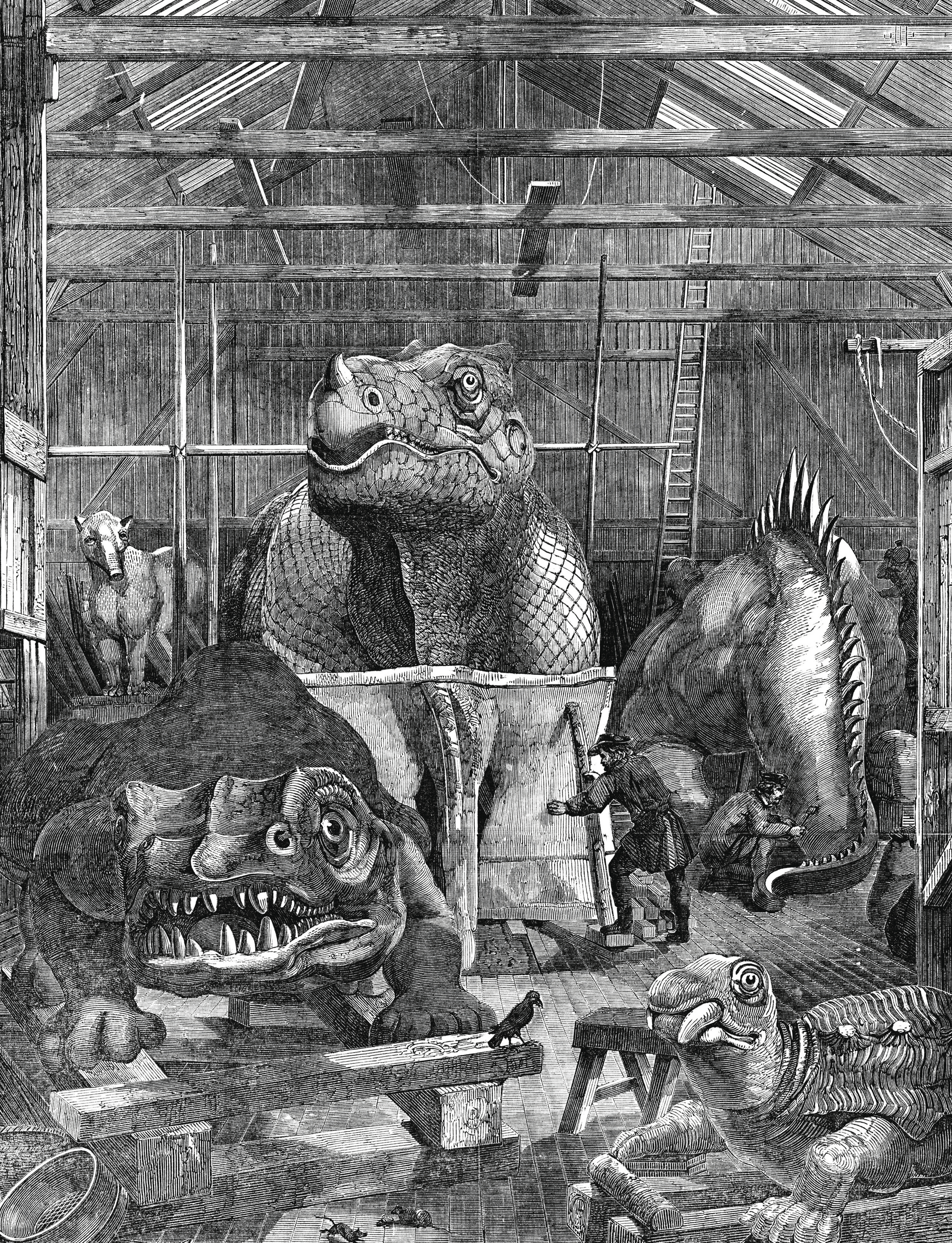
Hawkins Studio in Sydenham, Süd-London

Die Plastiken von Hawkins wurden zu einer der bekanntesten Sensationen des Viktorianischen Englands. Sie blieben bis heute erhalten, wurden für £4.000.000 restauriert und 2002 von Prince Philip, Duke of Edinburgh offiziell neu eingeweiht.

## Dinosaurier in New York
1868 reiste Hawkins in die USA. Hier waren ebenfalls Fossilien von Dinosauriern gefunden worden. Für das American Museum of Natural History in New York sollte er eine, der Londoner Szenerie vergleichbare Installation mit Urzeittieren errichten. Dieses Vorhaben fiel jedoch politischen Querelen zum Opfer. Seine Werkstätten mit sich in Arbeit befindenden Skulpturen wurden von Radikalen zerstört.
Hawkins setzte u. a. an der Smithsonian Institution und der Princeton University noch zahlreiche Skelette von Sauriern zusammen, bzw. vervollständigte diese künstlich. Im April 1879 kehrte er nach England zurück, wo er 1894 starb.

## Weiterführende Literatur
- Valerie Bramwell: All in the Bones: A Biography of Benjamin Waterhouse Hawkins. Academy of Natural Sciences, 2008 (englisch). ISBN 0-910006-65-2
- Barbara Kerley: The Dinosaurs of Waterhouse Hawkins: An Illuminating History of Mr. Waterhouse Hawkins, Artist and Lecturer. Illustriert von Brian Selznick. Scholastic Press, 2001 (englisch). ISBN 0-439-56620-7
- Frank Patalong: Die ersten ihrer Art – Die viktorianischen Dinosaurier des Crystal Palace, London, Books on Demand, 2015. ISBN 3-7347-9900-7